# Maladie des filaments blancs

La maladie des filaments blancs (ou maladie de la toile d'araignée) est une maladie cryptogamique qui affecte principalement le cacaoyer (Theobroma cacao) mais aussi d'autres espèces de plantes, notamment des arbres d'ombrage plantés dans les cacaoyères. Elle entraîne une défoliation des arbres infectés. L'agent causal est Marasmiellus scandens, espèce de champignons basidiomycètes de la famille des Marasmiaceae. Cette maladie, à distribution pantropicale, a une importance économique secondaire, mais est considérée comme une maladie émergente au Ghana.
La maladie des filaments blancs tire son nom des brins mycéliens (hyphes) du champignon phytopathogène qui envahissent la face inférieure des feuilles, rameaux et branches des cacaoyers. Les feuilles couvertes de mycélium sont la principale source d'inoculum. Celui-ci est propagé par le vent, la pluie, les insectes, les oiseaux nicheurs et les activités humaines. La défoliation peut être sévère, et semble favorisée par un temps humide et un mauvais entretien des plantations. Des pratiques culturales adaptées, en particulier la taille des arbres, sont en général plus efficaces que le recours à des fongicides.

## Symptômes
La maladie se manifeste par un réseau de filaments mycéliens blancs qui apparaît sur les feuilles et les pétioles, se ramifiant, formant des coussinets mycéliens denses, et s'étendant ensuite sur les branches et rameaux. Les feuilles infectées finissent par se détacher (abscission). Elles sont ensuite maintenues ensemble par les filaments fongiques.